# Pyrrhoneura immaculata
Pyrrhoneura immaculata är en insektsart som beskrevs av Frederick Arthur Godfrey Muir 1913. Pyrrhoneura immaculata ingår i släktet Pyrrhoneura och familjen Derbidae. Inga underarter finns listade i Catalogue of Life.